# Томас Фріас Аметлєр
Томас Фріас Аметлєр (ісп. Tomás Frías Ametller; 21 грудня 1804 — 10 травня 1884) — болівійський політичний діяч, двічі президент країни у 1872—1873 та 1874—1876 роках. Його ім'ям названо провінцію в департаменті Потосі.

## Біографія
Томас Фріас народився у заможній родині землевласника в місті Потосі. Займав пост міністра закордонних справ в адміністрації президента Хосе Бальївіана (1841—1847), був твердим прибічником громадянських свобод і верховенства права. Після смерті диктатора Агустіна Моралеса Конгрес проголосив його тимчасовим президентом у листопаді 1872 року. Його головним завданням була організація та проведення виборів. Він із завданням впорався, й у травні 1873 року поступився місцем переможцю виборів, Адольфо Бальївіану, сину колишнього президента й героя війни, Хосе Бальївіана. На жаль, Адольфо невдовзі важко захворів на рак та помер у лютому наступного року, провівши на посаді лише 9 місяців. Тоді президентом знову став Томас Фріас як голова Державної ради. Як наступника Бальївіана його термін мав тривати до 1877 року.
1874 року похилий президент підписав угоду з Чилі, яка звільнила всіх чилійців та чилійські компанії від сплати податків за експлуатацію болівійських ресурсів на узбережжі Тихого океану. У відповідь чилійський уряд, за аналогією, звільнив від подібного податку болівійців. Проте насправді економічна присутність Болівії в Чилі була значно меншою, ніж чилійців у Болівії. Виходячи з цього, угода почала розглядатись як така, що не відповідає національним інтересам Болівії. Наступний уряд скасував дію цієї угоди, що призвело до катастрофічної Тихоокеанської війни.
Незважаючи на майже всезагальну симпатію до президента Фріаса, в країні все ще тривала доба каудилізму та військового авантюризму в політиці. Тому 1876 року президента було скинуто в результаті військового перевороту, який очолив генерал Іларіон Даса. Невдовзі після цього Томас Фріас залишив країну. Він помер у Флоренції 1884 року.